# Charles Antoine Liébault
Pour les articles homonymes, voir Liébault.
Charles Antoine Liébault, né le 4 novembre 1771 à Nancy (Actuel département de Meurthe-et-Moselle) et mort le 30 août 1811 à Paris, est un général de brigade de la Révolution française.

## États de service
Fils illégitime du roi de France Louis XV et de Reyne Guétart.
Il entre en service en 1792, il passe adjudant-général chef de bataillon le 28 décembre 1792, et il participe à la guerre en Vendée de 1793 à 1794. Le 19 mai 1794, il est suspendu de ses fonctions, et conduit à Angers devant le représentant Bourbotte.
Il est remis en activité par le Comité de sûreté générale le 9 avril 1795, avec le grade de capitaine, et il est nommé adjudant-général chef de brigade le 13 juin 1795, dans la 17e division militaire.
Affecté à l’armée d’Italie, il est blessé le 19 juin 1799, à la bataille de la Trebbia. Il est promu général de brigade provisoire par le général Macdonald le 30 juin 1799, nomination approuvée le 19 octobre suivant. 
En janvier 1800, il commande la 1re brigade de la 1re division, et le 8 novembre 1800, il quitte l’armée d’Italie pour l’Armée des Grisons, et il est mis en non activité le 23 septembre 1801.
Il est remis en activité le 23 septembre 1802, dans la 15e région militaire, et le 30 décembre suivant, commandement de Rochefort, il est impliqué dans une bagarre de rue avec un de ses subordonnés, à qui il devait une somme de 800 francs, et qu’il ne pouvait pas rembourser.
Le 1er mai 1803, il est désigné pour aller à Saint-Domingue, mais il n’embarque pas. Il est renvoyé de l’armée le 20 juin suivant, et il est placé sous le contrôle de la police, d’abord à Bruxelles, puis à Lille.
Il meurt à Paris le 30 août 1811.

## Sources
- (en) « Generals Who Served in the French Army during the Period 1789 - 1814: Eberle to Exelmans »
- Thierry Pouliquen, « Les généraux français et étrangers ayant servis [sic] dans la Grande Armée » (consulté le 26 avril 2014)
- (pl) « Napoléon.org.pl »
- Henri Vrignault, Les enfants de Louis XV : descendance illégitime, Perrin, 1954, p. 155.
- Arthur Chuquet, Ordres et apostilles de Napoléon (1799-1815), paris, librairie ancienne Honoré Champion, 1911, p. 98